# 캐벌케이드
《캐벌케이드》(Cavalcade)는 미국에서 제작된 프랭크 로이드 감독의 1933년 드라마 영화이다. 다이아나 위니아드 등이 주연으로 출연하였고 프랭크 로이드 등이 제작에 참여하였다.

## 줄거리
1899년 마지막 날, 상류층 부부인 제인과 로버트 매리엇은 자정 건배로 새해를 축하하는 전통을 지키기 위해 자정 전에 런던의 부유한 지역에 있는 타운하우스로 돌아온다. 제인은 로버트가 런던 시 임페리얼 자원봉사자 (CIV)에 장교로 합류했고, 곧 제2차 보어 전쟁에 참전하기 위해 떠날 것이기 때문에 걱정한다. 매리엇 부부의 집사 알프레드 브릿지스는 사병으로 CIV에 합류했으며 곧 떠날 예정이다. 매리엇 부부의 하녀인 그의 아내 엘렌은 알프레드가 죽거나 심하게 다치면 자신과 새로 태어난 아기 패니가 어떻게 될지 걱정한다. 자정, 매리엇과 브릿지스 가족은 새 세기를 맞이하고 요리사는 거리에서 다른 파티 참가자들과 춤을 춘다. 로버트가 전쟁에 나간 동안, 제인의 친구 마가렛 해리스는 그녀와 함께 지내며 정서적 지원을 해준다. 로버트와 알프레드는 무사히 집으로 돌아오고 로버트는 그의 공로로 기사 작위를 받는다.
알프레드는 로버트가 부분적으로 제공한 돈으로 자신의 펍을 샀으며, 자신과 엘렌은 하인 생활을 그만두고 아파트로 이사할 것이라고 발표한다. 아래층 직원들이 알프레드의 귀환을 축하하며 차를 마시는 동안, 그들은 빅토리아 여왕의 죽음 소식을 접한다.
몇 년 후, 알프레드는 알코올 의존증에 걸려 펍을 제대로 관리하지 못한다. 엘렌은 제인 매리엇과 현재 옥스퍼드에서 대학을 다니는 그녀의 아들 에드워드가 브릿지스 부부의 아파트를 방문할 때 품위 있는 사교 저녁을 계획한다. 엘렌은 알프레드에게 방문에 대해 말하지 않고 매리엇 부부에게는 다리 부상 때문에 참석할 수 없다고 거짓말한다. 알프레드는 술에 취해 나타나 무례하게 행동하고 제인이 패니에게 준 인형을 망가뜨려 패니가 도망가게 만든다. 알프레드는 패니를 쫓아 거리로 나가고, 그곳에서 마차가 끄는 소방차에 치여 사망한다.
다음 해, 엘렌과 패니 브릿지스는 해변에서 매리엇 가족을 만난다. 그곳에서 엘렌과 패니는 현재 엘렌이 소유한 펍의 수익금으로 살고 있다. 패니는 재능 있는 댄서이자 가수가 되었다. 에드워드 매리엇은 어린 시절 친구인 에디스 해리스와 사랑에 빠졌다. 가족은 루이 블레리오가 영국 해협 상공에서 역사적인 비행을 하는 것을 목격한다. 에드워드와 에디스는 결혼하고 나중에 RMS 타이타닉 침몰 사건으로 사망한다.

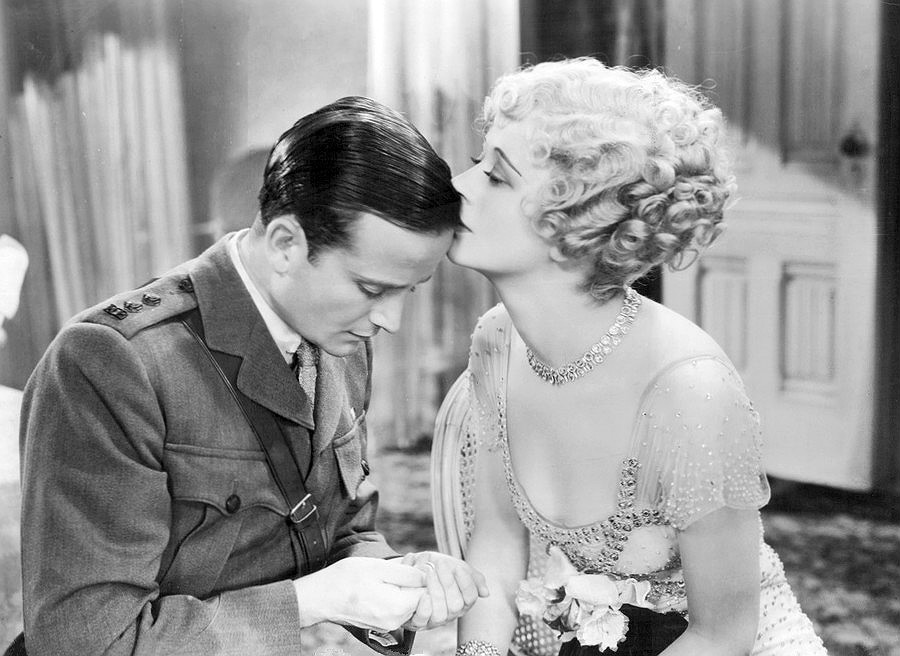
패니와 조

로버트와 조 매리엇은 둘 다 제1차 세계 대전에서 장교로 복무한다. 휴가 중 조는 나이트클럽에서 공연하는 패니 브릿지스와 재회한다. 패니와 조는 사랑에 빠지고 조는 부모님 몰래 대부분의 휴가 시간을 그녀와 함께 보낸다. 그는 청혼하지만, 그녀는 그들의 사회 계급 차이 때문에 받아들이기를 망설인다. 1918년 휴전이 발표된 직후, 엘렌은 제인에게 연애 사실을 밝히고 조가 돌아오면 패니와 결혼해야 한다고 요구한다. 제인과 엘렌이 말다툼하는 동안, 제인은 조가 전투에서 전사했다는 전보를 받는다.
영화는 1933년 새해 첫날에 끝난다. 이제 노인이 된 제인과 로버트는 과거의 추억과 미래를 위해 자정 건배로 새해를 축하하는 전통을 이어간다.

## 출연

### 주연
- 다이아나 위니아드
- 클리브 브룩
- 우나 오코너

### 조연
- 허버트 문딘
- 베릴 머서
- 아이린 브라운
- 템프 피곳
- 메를 토텐함
- 프랭크 로턴

## 기타
- 원작자: 노엘 카워드
- 의상: 얼 뤽
- 의상: 아놀드 맥도널드

## 보존
아카데미 영화 아카이브는 2002년에 캐벌케이드를 보존하였다.

## 사운드트랙
- Girls of the C.I.V., Mirabelle, Lover of My Dreams, and Twentieth Century Blues, all by Noël Coward
- 영국의 국가
- 작별 by 로버트 번스
- Goodbye, Dolly Gray by Will D. Cobb and Paul Barnes
- Soldiers of the Queen by Leslie Stuart
- 희망과 영광의 땅 by 에드워드 엘가
- A Bird in a Gilded Cage by Arthur J. Lamb and Harry von Tilzer
- Emperor Waltz by 요한 슈트라우스 2세
- I Do Like to Be Beside the Seaside by John A. Glover-Kind
- Take Me Back to Yorkshire by Harry Castling[2] and Fred Godfrey
- 아름답고 푸른 도나우 by 요한 슈트라우스 2세
- Nearer, My God, to Thee by Lowell Mason
- I'll Make a Man of You by Arthur Wimperis and Herman Finck
- Your King and Country Want You by Paul Rubens
- It's a Long Way to Tipperary by Jack Judge and Harry Williams
- Pack Up Your Troubles in Your Old Kit-Bag and Smile, Smile, Smile by Felix Powell and George Asaf
- Keep The Home Fires Burning by 아이버 노벨로 and Lena Guilbert Ford
- Oh, You Beautiful Doll by Nat Ayer and Seymour Brown
- Mademoiselle from Armentières (Hinky Dinky Parley Voo) by Irwin Dash, Al Dubin, and Joe Mittenthal
- 개미들의 행진 by Louis Lambert
- Over There by George M. Cohan